# Laurent Dauphin
Pour les articles homonymes, voir Dauphin.
Laurent Dauphin (né le 27 mars 1995 à Repentigny, dans la province de Québec au Canada) est un joueur professionnel canadien de hockey sur glace. Il évolue au poste d'attaquant.

## Biographie

### Carrière en club
Il commence sa carrière junior avec les Saguenéens de Chicoutimi dans la Ligue de hockey junior majeur du Québec en 
2012. Il est choisi au deuxième tour, en 39e position du repêchage d'entrée dans la LNH 2013, par les Coyotes de Phoenix. Il est nommé capitaine de Saguenéens lors de sa dernière saison junior en 2014-2015. Il passe professionnel avec les Pirates de Portland, club ferme des Coyotes dans la Ligue américaine de hockey en avril 2015. Le 29 décembre 2015, il joue son premier match dans la Ligue nationale de hockey avec les Coyotes de l'Arizona face aux Blackhawks de Chicago. Il marque son premier but dans la LNH le 4 janvier 2016 contre les Canucks de Vancouver.
Le 23 juin 2017, il est échangé avec Connor Murphy aux Blackhawks de Chicago contre le défenseur Niklas Hjalmarsson.
Le 10 janvier 2018, il est échangé aux Coyotes de l'Arizona en compagnie de Richard Panik en retour d'Anthony Duclair et d'Adam Clendening.
Le 7 janvier 2020, il est échangé aux Canadiens de Montreal  en retour de Michael McCarron.

### Carrière internationale
Il représente le Canada en sélections jeunes.[réf. nécessaire]

## Statistiques

### En club
| Saison     | Équipe                   | Ligue      |    | Saison régulière | Saison régulière | Saison régulière | Saison régulière | Saison régulière |   | Séries éliminatoires | Séries éliminatoires | Séries éliminatoires | Séries éliminatoires | Séries éliminatoires |
| Saison     | Équipe                   | Ligue      | PJ | B                | A                | Pts              | Pun              | PJ               | B | A                    | Pts                  | Pun                  |                      |                      |
| 2012-2013  | Saguenéens de Chicoutimi | LHJMQ      | 62 | 25               | 32               | 57               | 50               | 6                | 2 | 2                    | 4                    | 8                    |                      |                      |
| 2013-2014  | Saguenéens de Chicoutimi | LHJMQ      | 52 | 24               | 30               | 54               | 56               | -                | - | -                    | -                    | -                    |                      |                      |
| 2014-2015  | Saguenéens de Chicoutimi | LHJMQ      | 56 | 31               | 44               | 75               | 74               | 5                | 5 | 3                    | 8                    | 12                   |                      |                      |
| 2014-2015  | Pirates de Portland      | LAH        | 4  | 1                | 0                | 1                | 2                | 5                | 0 | 2                    | 2                    | 0                    |                      |                      |
| 2015-2016  | Falcons de Springfield   | LAH        | 66 | 11               | 13               | 24               | 72               | -                | - | -                    | -                    | -                    |                      |                      |
| 2015-2016  | Coyotes de l'Arizona     | LNH        | 8  | 1                | 0                | 1                | 4                | -                | - | -                    | -                    | -                    |                      |                      |
| 2016-2017  | Coyotes de l'Arizona     | LNH        | 24 | 2                | 1                | 3                | 12               | -                | - | -                    | -                    | -                    |                      |                      |
| 2016-2017  | Roadrunners de Tucson    | LAH        | 38 | 17               | 11               | 28               | 44               | -                | - | -                    | -                    | -                    |                      |                      |
| 2017-2018  | IceHogs de Rockford      | LAH        | 33 | 4                | 10               | 14               | 23               | -                | - | -                    | -                    | -                    |                      |                      |
| 2017-2018  | Roadrunners de Tucson    | LAH        | 17 | 5                | 10               | 15               | 43               | -                | - | -                    | -                    | -                    |                      |                      |
| 2017-2018  | Coyotes de l'Arizona     | LNH        | 2  | 0                | 0                | 0                | 2                | -                | - | -                    | -                    | -                    |                      |                      |
| 2018-2019  | Roadrunners de Tucson    | LAH        | 34 | 6                | 14               | 20               | 42               | -                | - | -                    | -                    | -                    |                      |                      |
| 2018-2019  | Admirals de Milwaukee    | LAH        | 27 | 4                | 11               | 15               | 18               | 4                | 0 | 0                    | 0                    | 0                    |                      |                      |
| 2019-2020  | Admirals de Milwaukee    | LAH        | 33 | 7                | 9                | 16               | 26               | -                | - | -                    | -                    | -                    |                      |                      |
| 2019-2020  | Rocket de Laval          | LAH        | 25 | 7                | 8                | 15               | 16               | -                | - | -                    | -                    | -                    |                      |                      |
| 2020-2021  | Rocket de Laval          | LAH        | 21 | 5                | 11               | 16               | 8                | -                | - | -                    | -                    | -                    |                      |                      |
| 2021-2022  | Rocket de Laval          | LAH        | 18 | 11               | 5                | 16               | 12               | -                | - | -                    | -                    | -                    |                      |                      |
| 2021-2022  | Canadiens de Montréal    | LNH        | 38 | 4                | 8                | 12               | 25               | -                | - | -                    | -                    | -                    |                      |                      |
| 2022-2023  | Coyotes de l'Arizona     | LNH        | 21 | 1                | 0                | 1                | 10               | -                | - | -                    | -                    | -                    |                      |                      |
| 2022-2023  | Roadrunners de Tucson    | LAH        | 48 | 16               | 25               | 41               | 28               | -                | - | -                    | -                    | -                    |                      |                      |
| 2023-2024  | HC Ambrì-Piotta          | NL         | 44 | 16               | 22               | 38               | 70               | 2                | 0 | 0                    | 0                    | 2                    |                      |                      |
| 2024-2025  | Rocket de Laval          | LAH        | 63 | 26               | 30               | 56               | 54               | 11               | 5 | 4                    | 9                    | 6                    |                      |                      |
| Totaux LNH | Totaux LNH               | Totaux LNH | 94 | 8                | 9                | 17               | 53               | -                | - | -                    | -                    | -                    |                      |                      |

### En équipe nationale
| Année | Évènement                            |   | PJ | B | A | Pts | Pun | +/-           |  | Résultat |
| 2013  | Championnat du monde moins de 18 ans | 7 | 4  | 2 | 6 | 6   | +2  | Médaille d'or |  |          |